# Fritz Naschitz
Fritz G. Naschitz (în limba ebraică: פריץ ג. נשיץ, în limba maghiară:Naschitz Frigyes, n. 21 mai 1900, Viena, Austro-Ungaria – d. 26 martie 1989, Tel Aviv, Israel) a fost un industriaș, diplomat, poet și și traducător israelian, evreu originar din Austria și Banat. A fost vreme de mai multe decenii cel dintâi consul de onoare al Islandei în Israel. A fost jurist și inginer textilist ca formație. 

## Biografie
Fritz sau Friedrich Naschitz s-a născut în 1900 la Viena, capitala Austriei (Cisleithania), pe atunci în Imperiul Austro-Ungar. Familia sa își avea originea în comunitatea evreilor din Nikolsburg în Moravia (astăzi, Mikulov, (în Republica Cehă). Nasch era una din denumirile evreiești ale localității   și se consideră ca aceasta a fost originea numelui de familie Naschitz.  
Familia tatălui lui Naschitz avea legături de rudenie cu rabinul Mordechai Bennet din Nikolsburg  Medicul Adolf Fischhof, unul din conducătorii Revoluției de la 1848 la Viena a fost un unchi al tatălui său. 
Tatăl, Alexander Naschitz, s-a născut la Timișoara a trăit ulterior la Viena și apoi s-a întors la Timisoara, unde s-a făcut cunoscut ca unul din directorii de trusturi industriale din Banat 
Familia mamei lui Naschitz, Bianca, născută Arnheim  era originară din orașul Opava din Silezia moravă.
Fritz Naschitz a crescut în copilărie la Timișoara, unde a învățat la principalul gimnaziu de stat.
Apoi a învățat dreptul la Universitatea din Budapesta și la cea din Cluj, iar după 1922 a făcut studii de inginerie textilă în Saxonia în Germania.
. În 1923-1924 a frecventat cursuri de literatură și istoria artei la Paris.În timpul studiilor în Franta s-a împrietenit cu studenți din Islanda, care după mulți ani, au sprijinit numirea sa în funcția de consul de onoare al acestei țări în Israel. Asemenea tatălui său, Naschitz a lucrat ca director de întreprinderi industriale. La Timișoara a fost activ în organizațiile sioniste, alături de personalități ca Ernő Vermes și dr. Alexander Marmorek.
Dupa izbucnirea celui de-al Doilea Război Mondial și în circumstanțele înmulțirii regimurilor totalitare și antisemite în Europa, în 1940 Naschitz a emigrat din România în Palestina, care era în acea vreme sub mandat britanic.
În noul stat Israel, proclamat în 1948  Naschitz a activat, între altele, în conducerea Asociației industriașilor israelieni. În 1949-1960 a deținut și funcția de consul de onoare, apoi consul general de onoare al Islandei în Israel. Islanda nu are o ambasadă cu reședința în Israel..

Naschitz a fost ales decan al consulilor de onoare din lume.
După 1960 fiul său, Peter Gad Naschitz, a preluat funcția de consul de onoare al Islandei la Tel Aviv. Împreuna cu fiul sau, Fritz Naschitz a ajutat la organizarea vizitei primului ministru David Ben Gurion (1963) și a ministrului de externe al Israelului, Golda Meir, în Islanda. .

### Activitatea literară și publicistică
Naschitz a scris versuri din tinerețe. Ca elev de liceu a trimis poezii în limba maghiară revistei A Hét a poetului József Kiss. A publicat ulterior articole în maghiară și germană în ziarele locale din Timișoara, Temesvári Hirlap și Temeswarer Zeitung.
Mai târziu, a publicat articole și eseuri în reviste evreiești din Germania și Ungaria și în presa evreiască în limba maghiară din Transilvania, inclusiv ziarul Uj Kelet. De asemenea a publicat o antologie de versuri in care a tradus în maghiară din poezia universală, din engleză, franceză, spaniolă, italiană, română, chiar și din turcă, daneză, islandeză, suedeză și portugheză.

Naschitz a activat și în cadrul Cubului PEN din Israel. A fost vicepreședinte al Asociației scriitorilor israelieni de limba germană

### Viața privată
În Israel, Naschitz a locuit la Tel Aviv. A fost căsătorit cu Jenny (Eugenia) născută Hann, originară din Budapesta. Fiul lor a fost avocatul israelian Peter Gad Naschitz 

## Cărți
- 1980 - Erfühltes und erfülltes Leben
- 1988 - Literarische Essays.Bekenntnisse und Rezensionen

(Eseuri literare, amintiri și recenzii) Editura Gerlingen - Bleicher

### Traduceri de versuri
- Öt világrész költészetéből, Tel-Aviv, Kolosszeum, 1980. (Poezia din cinci colțuri ale lumii) - traduceri în maghiară

## Omagii și premii
- Ordinul Șoimului al Islandei cu grad de comandor
- Crucea Ordinului Federal de Merit al Republicii Federale Germania, clasa
- 1962 - Premiul Nordau pentru literatură (Ungaria)
- 1981 - Premiul Herzl (Ungaria)
- 1984 - Premiul Hanna Szenes (Ungaria)